# پایگاه هوایی مارتوبا
پایگاه هوایی مارتوبا (به انگلیسی: Martuba Air Base) در استان درنه لیبی قرار دارد و در ارتفاع ۳۰۹ متری از سطح دریا واقع شده‌است.